# Bangiophyceae
Bangiophycées
Classe
Ordres de rang inférieur
- sous-classe des Bangiophycidae
  - ordre des Bangiales
  - ordre des Goniotrichales

Les Bangiophyceae (Bangiophycées) sont une classe d’algues rouges de la sous-division des Eurhodophytina.

## Liste des sous-classes et ordres
Selon AlgaeBase (7 août 2013) et World Register of Marine Species (7 août 2013) :
- sous-classe des Bangiophycidae A.Wettstein
  - ordre des Bangiales F.Schmitz
  - ordre des Goniotrichales Skuja

Selon ITIS (7 août 2013) :
- ordre des Bangiales

Selon NCBI (7 août 2013) :
- ordre des Bangiales
- ordre des Cyanidiales
- ordre des Porphyridiales